# Neuville-sur-Saône
Neuville-sur-Saône ist eine französische Gemeinde mit 7807 Einwohnern (Stand 1. Januar 2022) in der Métropole de Lyon in der Region Auvergne-Rhône-Alpes.

## Geographie
Neuville-sur-Saône liegt etwa 15 Kilometer nördlich von Lyon am linken, östlichen Ufer der Saône.

### Nachbargemeinden
Nachbargemeinden von Neuville sind (von Norden im Uhrzeigersinn) Genay, Montanay, Fleurieu-sur-Saône, Albigny-sur-Saône, Curis-au-Mont-d’Or und Saint-Germain-au-Mont-d’Or.

## Sehenswürdigkeiten

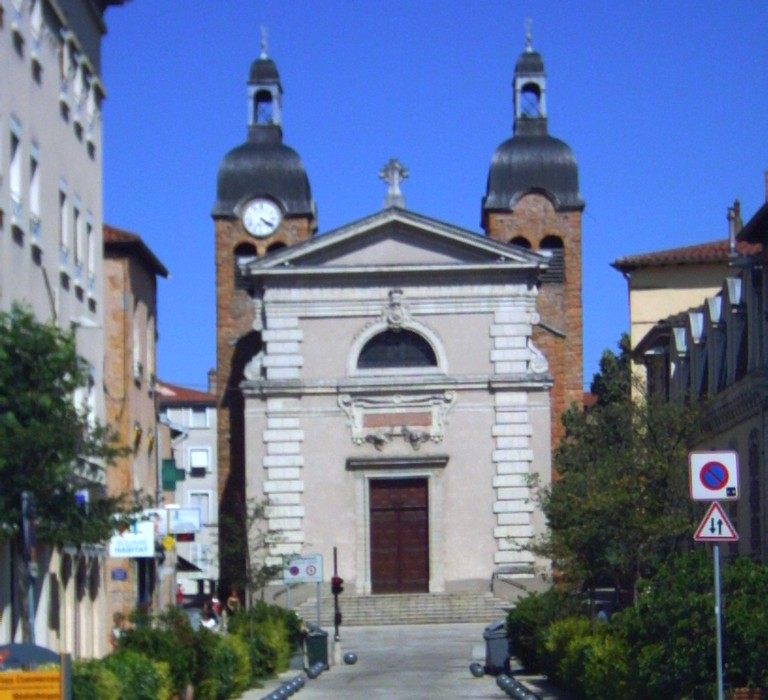
Kirche Notre-Dame de l’Assomption aus dem 17./18. Jahrhundert (Monument historique)
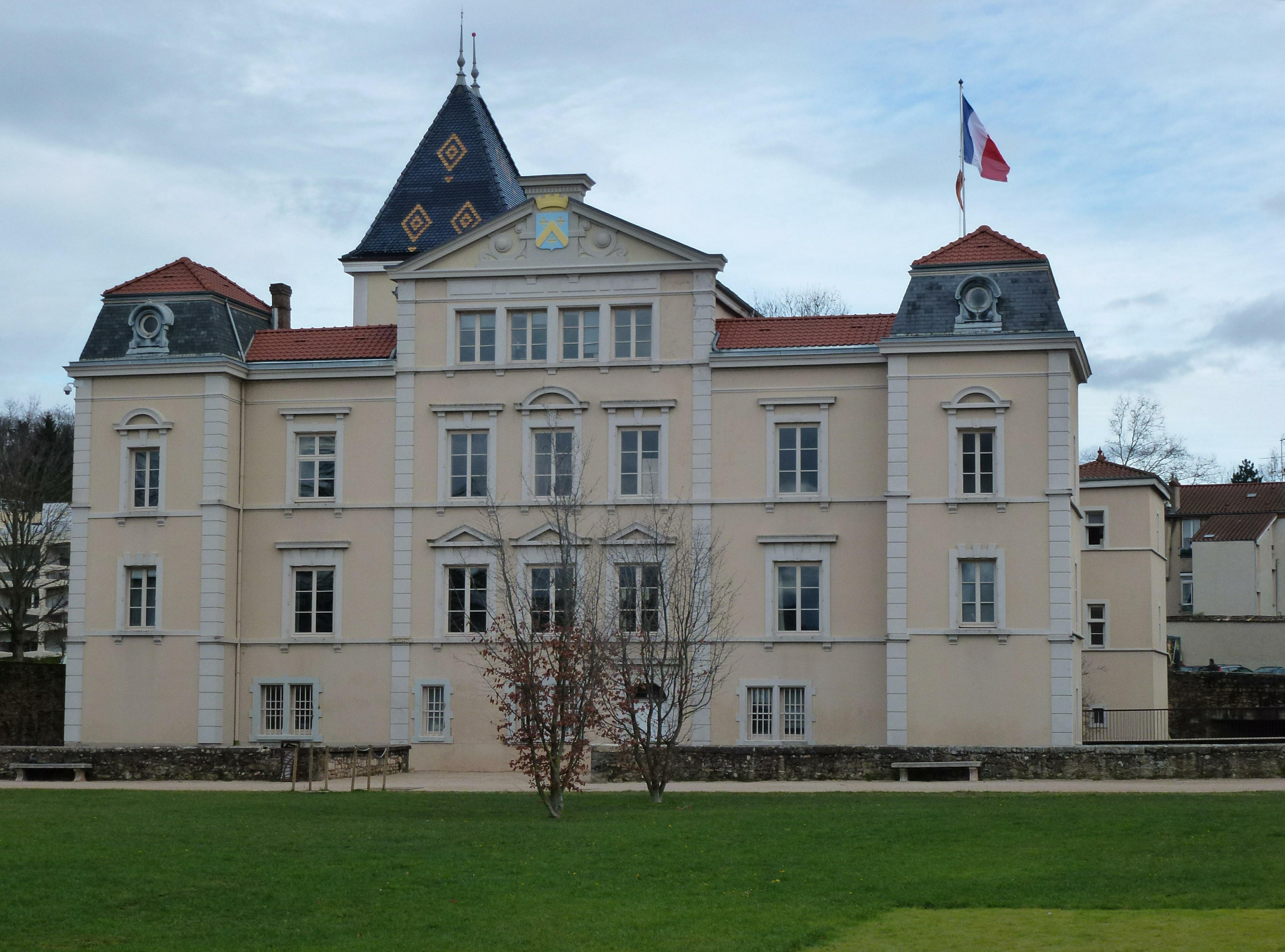
Château d’Ombreval, heute Rathaus (Mairie)
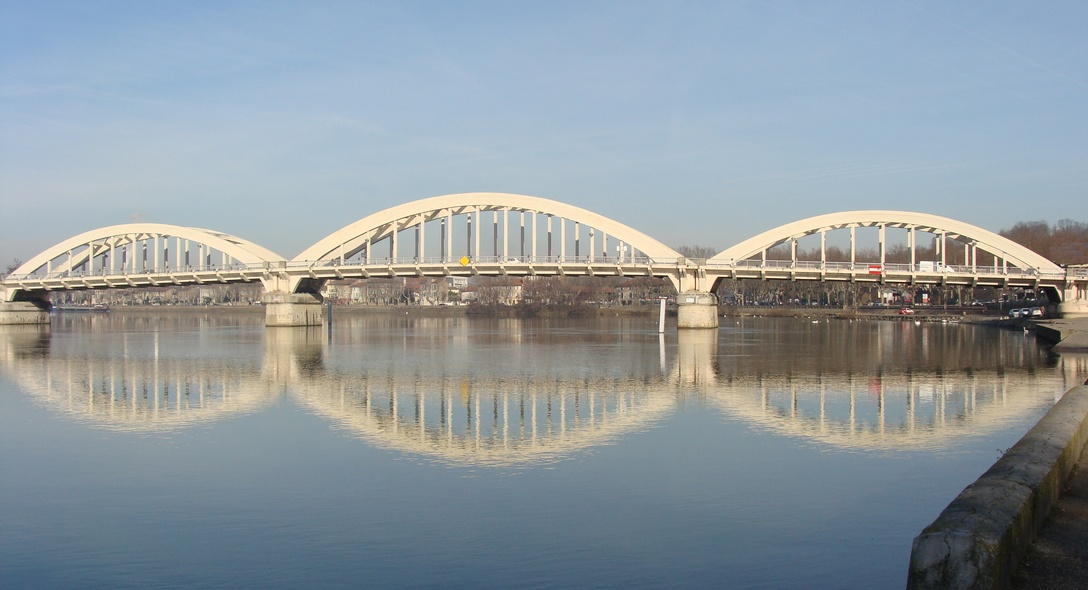
Brücke über die Saône

- Notre-Dame
de l’Assomption
- Château
d’Ombreval
- Brücke über
die Saône

## Gemeindepartnerschaften
Partnergemeinden sind Alpirsbach in Baden-Württemberg und die portugiesische Kleinstadt Cabeceiras de Basto.